# Преброяване на населението в Княжество България (1905)
Преброяването на населението в Княжество България през 1905 година се състои на 31 декември. При преброяването се използва за събиране на по-широк кръг данни за икономиката на страната и за икономическата активност на населението. Преброяват се селскостопанските животни, селскостопанския инвентар, жилищните и стопанските сгради.
Към 31 декември 1905 г. населението на страната е 4 035 575 души, от тях 2 057 092 (50,97 %) са мъже и 1 978 483 (49,02 %) са жени. Населението в градовете е 789 689 (19,56 %), а в селата е 3 245 886 (80,43 %).

## Резултати

### Етнически състав
Численост и дял на етническите групи:
| Етническа група    | Численост | Дял (в %) |
| Общо               | 4 035 575 | 100.00    |
| Българи            | 3 203 810 | 79.38     |
| Турци              | 488 010   | 12.09     |
| Цигани             | 99 004    | 2.45      |
| Друга              | 244 751   | 6.06      |
| Не се самоопределя | –         | –         |